# ラットル (楽器)
ラットル (英語: rattle) は、振って音を出す打楽器である。体鳴楽器に分類される。
さまざまな種類があるが、典型的には、シェイカーやマラカスのように、中空の器具の中に砂・木の実などが入っている。また、ソナハや鳴子のように、可動する部分があり振るとそこが打ち合わされて音を出すものもある。
- メキシコのラットル
- ソナハ

## 使用楽曲例
- ペンデレツキ『交響曲第1番』（1973年）